# Уилкс (окръг, Северна Каролина)
Окръг Уилкс (на английски: Wilkes County) е окръг в щата Северна Каролина, Съединени американски щати. Площта му е 1968 km², от които 1950 km2 земя и 6,7 km2 (0,3%) е вода. Население – 68 740 души (2016). Административен център е град Уилксбъро.
Преобладават изповядващите протестанство.
Въпреки преобладаващо селския тип на региона не липсва и развитие на някои индустрии. Регионът е популярен и с виното си.